# Cabo York (Groenlandia)
Cabo York (del groenlandés: Savissivik) se localiza en la costa noroeste de Groenlandia, al norte de la bahía de Baffin, en el extremo más occidental de la península homónima. El cabo, ubicado a 37 km (23 millas) al oeste-sur-oeste del asentamiento Savissivik, delimita el extremo noroeste de la bahía de Melville, con el otro extremo define comúnmente como Wilcox Head, un promontorio occidental en Kiatassuaq.

## Historia
El cabo fue uno de los muchos lugares visitados en 1894 por el Almirante Robert Peary en su segunda expedición al Ártico. Cabo de York fue el lugar del descubrimiento del meteorito del Cabo York. En el lenguaje de Groenlandia, el nombre de lugar del meteorito de hierro en alusión a los numerosos meteoritos desde 10 000 años atrás que se han encontrado en la zona. El meteorito se estima que pesaba alrededor de 100 toneladas antes de que explotara. El hierro de los meteoritos atrajo la migración de los inuit del Ártico canadiense.

## Galería

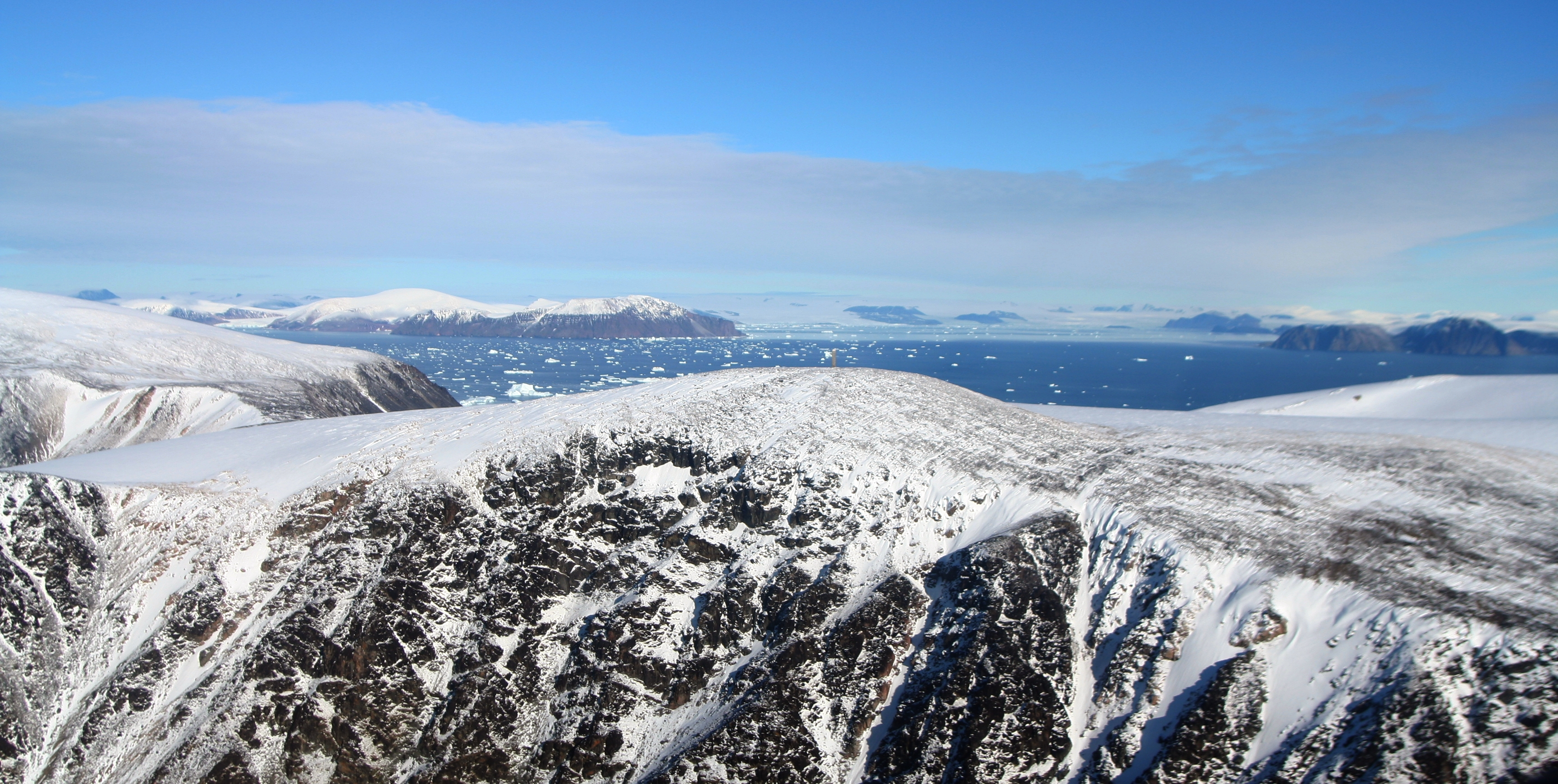
Colinas cercanas al cabo York
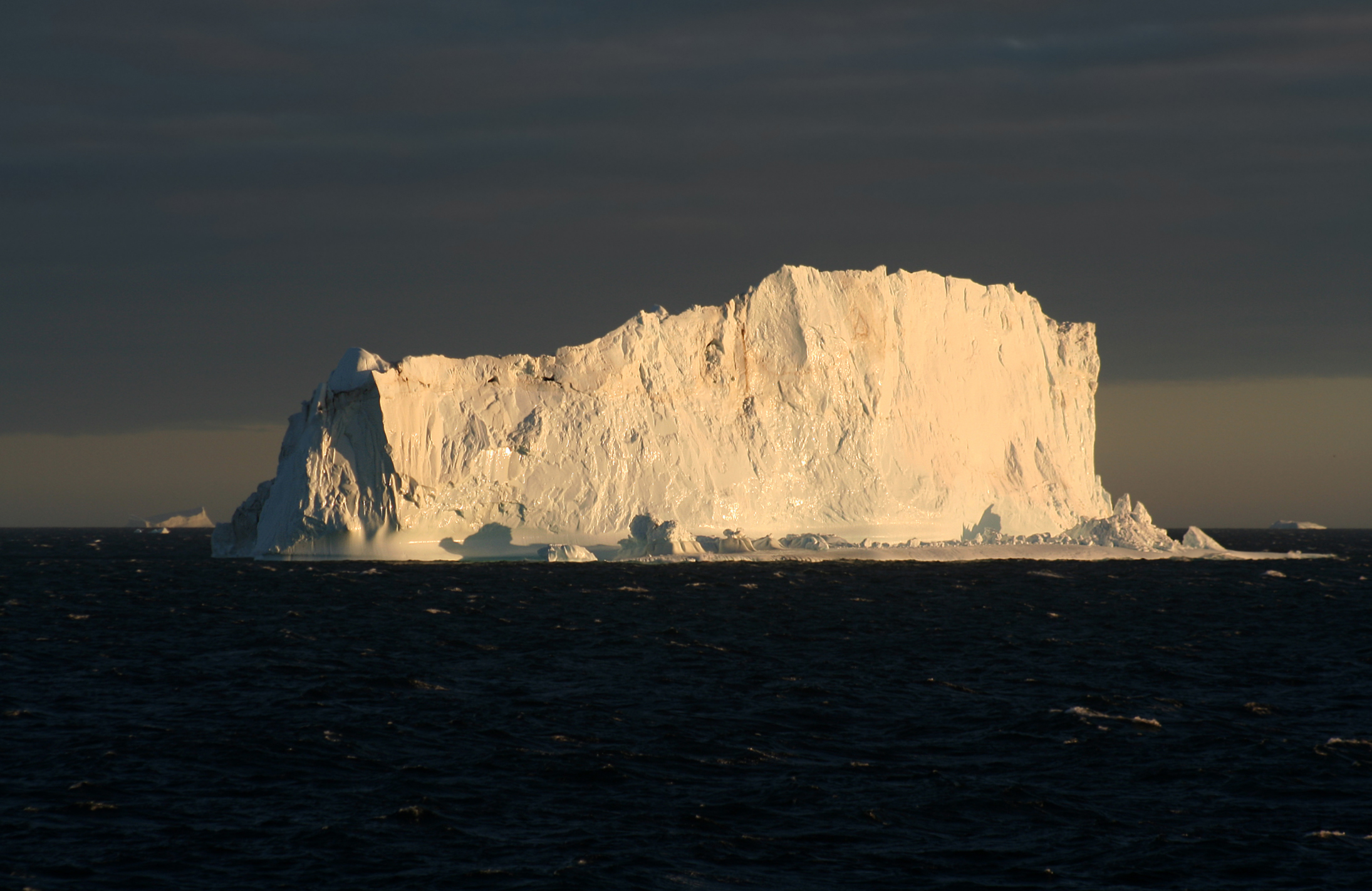
Iceberg en Cabo York
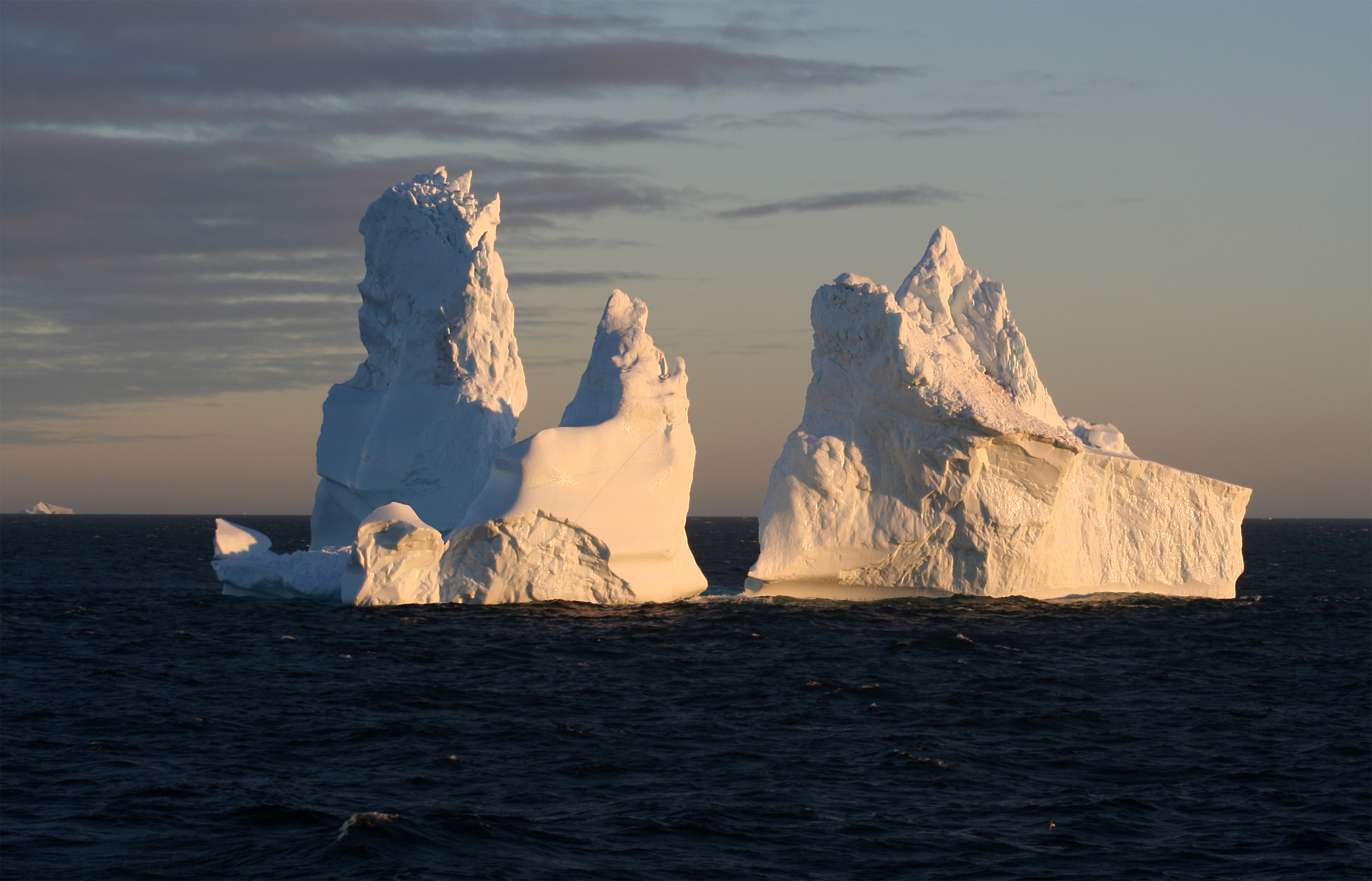
Icebergs por la zona de Cabo York
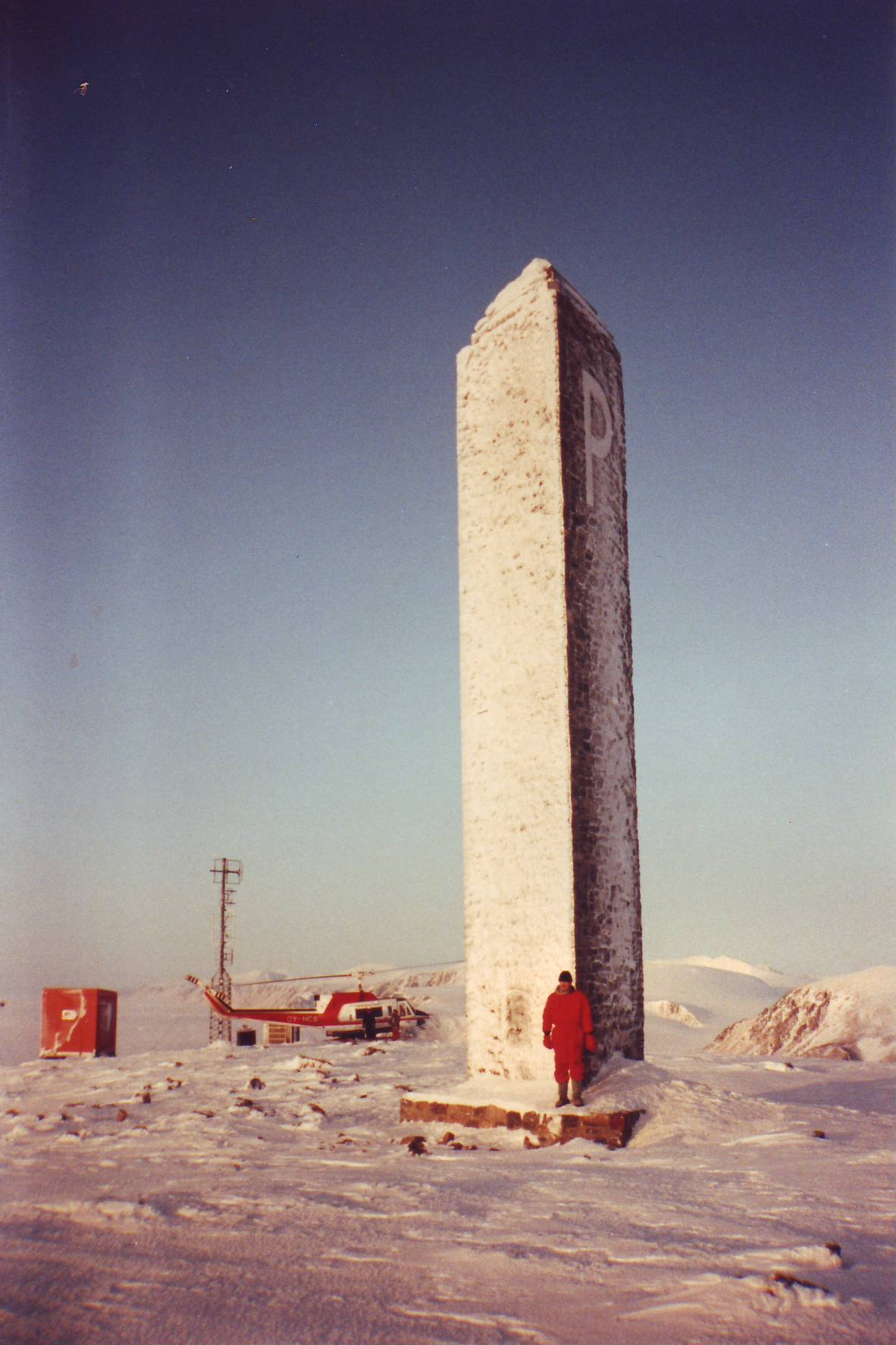
Monumento a Robert Peary en Cabo York
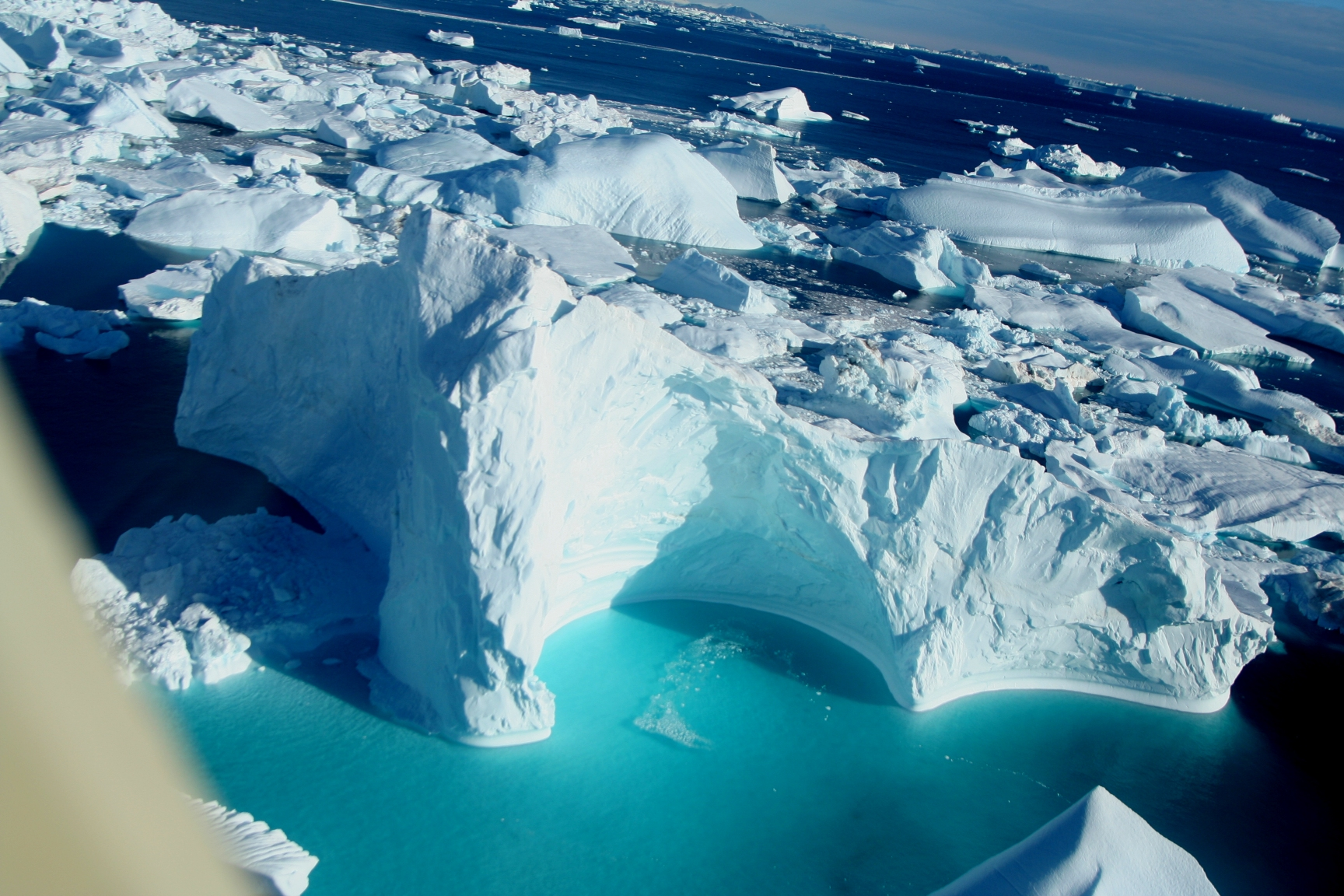

## Cabos homónimos
- Cabo York - Australia